# William Cattley
William Cattley (* 1788; † 8. August 1835 in Barnet, heute Stadtbezirk von London) war ein englischer Händler tropischer Pflanzen. Bekannt wurde er durch seine Sammlung von Orchideen. Er ist Namensgeber der Orchideengattung Cattleya.
Im Jahr 1819 erhielt Cattley eine Lieferung von Pflanzen aus Brasilien, die auch Exemplare von Orchideen umfasste. Cattley gelang es, ein Jahr später eine dieser Orchideen erfolgreich zum Blühen zu bringen. Sein Freund, der Orchideenforscher John Lindley ehrte ihn, indem er die ganze Gattung Cattleya nach ihm benannte. Lindley war bei Cattley angestellt, um seine Sammlung zu katalogisieren und zu illustrieren. Cattleys Orchidee war nicht die erste, die in England ankam, aber sie hatte wohl den größten Einfluss auf die weitere Orchideenzucht in England und Europa. Hiernach wurden unzählige Orchideen an ihrem ursprünglichen Standort geraubt und nach Europa geschickt.

## Sonstiges
Unter Orchideenliebhabern wird die Geschichte verbreitet, dass die Pseudobulben von Calleys erster Orchidee als Verpackungsmaterial seiner Lieferung gedient haben. Diese Geschichte stimmt so wohl nicht.